# Landon (pape)
Pour les articles homonymes, voir Landon.
Landon, né en Italie dans la région de Sabine, est le 121e pape pendant 5 à 9 mois de juillet ou novembre 913 à février ou fin mars 914.
On sait fort peu de choses sur ce pape. Son père se serait appelé Taino, un riche comte lombard. Il aurait eu des amis puissants qui l'auraient aidé à devenir souverain pontife. Il y a peu de trace sur son pontificat : il aurait fait une donation à la cathédrale de Sabine, Saint-Sauveur de Fornoue, à la pieuse mémoire de son père. Il fut contraint par Théodora II la Jeune à sacrer l'archevêque de Bologne le futur pape Jean X. Les archives nous désignent l'antique basilique vaticane comme le lieu où se trouve sa sépulture.
Il fut le dernier pape à porter un nom de règne original jusqu'à François en 2013, Jean-Paul Ier en 1978 résultant de l'évocation simultanée de Jean XXIII et Paul VI (voir l'article Nom de règne des papes).